# Kategoria e Parë 1974-1975
La Kategoria e Parë 1974-1975 fu la 36ª edizione della massima serie del campionato albanese di calcio disputata tra il 31 agosto 1974 e il 9 giugno 1975 e conclusa con la vittoria della Dinamo Tirana, al suo decimo titolo.
Capocannoniere del torneo fu Ilir Përnaska (Dinamo Tirana) con 17 reti.

## Formula
Le partecipanti furono 14 e disputarono un turno di andata e ritorno per un totale di 26 partite.
Per diminuire il numero delle squadre nella stagione successiva retrocedettero in Kategoria e Dytë le ultime tre classificate.
Nessuna squadra si qualificò alle coppe europee.

## Squadre
| Squadra             | Città   | Stadio | Stagione 1973-1974 |
| ------------------- | ------- | ------ | ------------------ |
| Skënderbeu          | Coriza  |        | 9°                 |
| Labinoti            | Elbasan |        | 7°                 |
| 17 Nëntori          | Tirana  |        | 13°                |
| KF Partizani Tirana | Tirana  |        | 2°                 |
| Dinamo Tirana       | Tirana  |        | 4°                 |
| Flamurtari          | Valona  |        | 5°                 |
| Besa Kavajë         | Kavajë  |        | 3°                 |
| Vllaznia            | Scutari |        | Campione d'Albania |
| Besëlidhja          | Alessio |        | 12°                |
| Traktori            | Lushnjë |        | 8°                 |
| Lokomotiva          | Durazzo |        | 10°                |
| Punëtori            | Patos   |        | Kategoria e Dytë   |
| Naftëtari           | Kuçovë  |        | 11°                |
| Shkëndija Tirana    | Tirana  |        | 6°                 |

## Classifica finale
|                    | Pos. | Squadra     | Pt | G  | V  | N  | P  | GF | GS | DR  |
| ------------------ | ---- | ----------- | -- | -- | -- | -- | -- | -- | -- | --- |
| Albania (bandiera) | 1.   | Dinamo      | 44 | 26 | 20 | 4  | 2  | 58 | 13 | +35 |
|                    | 2.   | Vllaznia    | 39 | 26 | 16 | 7  | 3  | 41 | 16 | +25 |
|                    | 3.   | Partizani   | 34 | 26 | 12 | 10 | 4  | 36 | 16 | +20 |
|                    | 4.   | 17 Nëntori  | 33 | 26 | 9  | 15 | 2  | 30 | 17 | +13 |
|                    | 5.   | Labinoti    | 30 | 26 | 10 | 10 | 6  | 32 | 22 | +10 |
|                    | 6.   | Besa Kavajë | 28 | 26 | 10 | 8  | 8  | 23 | 22 | +1  |
|                    | 7.   | Lokomotiva  | 27 | 26 | 8  | 11 | 7  | 27 | 23 | +4  |
|                    | 8.   | Traktori    | 27 | 26 | 9  | 9  | 8  | 26 | 29 | -3  |
|                    | 9.   | Shkëndija   | 25 | 26 | 8  | 9  | 9  | 27 | 27 | 0   |
|                    | 10.  | Naftëtari   | 25 | 26 | 9  | 7  | 10 | 23 | 25 | -2  |
|                    | 11.  | Flamurtari  | 22 | 26 | 7  | 8  | 11 | 20 | 31 | -11 |
|                    | 12.  | Skënderbeu  | 17 | 26 | 6  | 5  | 15 | 22 | 35 | -13 |
|                    | 13.  | Besëlidhja  | 8  | 26 | 2  | 4  | 20 | 8  | 44 | -36 |
|                    | 14.  | Punëtori    | 5  | 26 | 2  | 1  | 23 | 7  | 60 | -53 |

Legenda:

      Campione d'Albania
      Retrocesso in Kategoria e Dytë
Note:

Due punti a vittoria, uno a pareggio, zero a sconfitta.

## Verdetti
- Campione: Dinamo Tirana
- Retrocessa in Kategoria e Dytë: Punëtori, Besëlidhja, Skënderbeu